# Juiz relator
Juiz relator é o membro de um tribunal (geralmente chamados de desembargadores ou, em tribunais superiores , como o STF, STJ, STM, TST e TSE, chamados de ministros) que  é o responsável por analisar precipuamente  um  processo , sendo de sua competência apresentar o relatório (resumo sobre o que ocorreu no processo) e o voto (a sua decisão a respeito do caso) aos demais membros da sua respectiva turma.  Com base nesse relatório e voto, os outros membros do tribunal (geralmente restritos a turma ou câmara em que o processo está sendo analisado) apresentarão o seu voto, que pode se limitar a acompanhar o voto do relator. Havendo algum outro magistrado que discorde da posição do relator, poderá proferir seu voto em contrário (podendo antes disso solicitar vistas dos autos e, querendo, apresentar voto em separado).
Nas varas onde atua um único juiz (chamando também juiz singular), este é o único responsável por toda a análise e julgamento do processo, não existindo a figura do juiz relator.